# Gandhamachanahalli, Tumkur
Gandhamachanahalli là một làng thuộc tehsil Tumkur, huyện Tumkur, bang Karnataka, Ấn Độ.